# Castillo-Palacio de Bulbuente
El Castillo-Palacio de Bulbuente o Palacio de los Abades de Veruela es un edificio ubicado en el Campo de Borja, en la localidad Zaragozana de Bulbuente, que durante siglos ha pertenecido a los abades del monasterio de Veruela.

## Ubicación
El Castillo-Palacio se ubica en las inmediaciones de la plaza de la constitución, y la calle palacio de Bulbuente , donde se pueden observar varias casas palaciegas de estilo renacentista aragonés.

## Descripción
El edificio consta de dos partes, el castillo de origen musulmán del siglo XII del que se conserva solamente una torre defensiva de planta rectangular de dimensiones de 6 metros por 8 metros, catalogada Bien de Interés Cultural. El Palacio anexo a la torre es del siglo XVI, de estilo renacentista aragonés, de tres pisos y en la que se observan la puerta de medio punto, balcones y dos tipos de galerías de arquillos. En el interior se conservan varios salones abovedados, una capilla y un patio interior, con una galería de arcos renacentistas del reinado de los Reyes Católicos en la planta noble.

## Historia
El castillo fue comprado por Sancho VII de Navarra en 1195, con el fin de abrir un frente contra las tierras ocupadas por el Islam, después paso a manos del Reino de Aragón que tras la muerte Pedro II en 1242 Don Lope Ximénez de Luesia, lugarteniente de Jaime I, dio al monasterio todas las posesiones de Zaragoza y Bulbuente entonces llamado Bulbón, junto con la villa, a cambio de que el monasterio les cediera la villa de Purujosa y 3000 sueldos jaqueses.

### Castillo medieval
Del castillo solo se conserva la parte más antigua, que es la torre del siglo XII, que está construida con bloques macizos de piedra, a cuya entrada se accede desde la primera planta del palacio. La torre fue reformada en el siglo XIV, en la torre se conservan grafitis del siglo XVII.

### Palacio
Cuando el monasterio recibió el castillo, estaba prácticamente en ruinas, y sobre el siglo XIV empezaron a reformar la torre y a demoler parte del castillo.
En el siglo XVI, el monasterio decidió mejorar y ampliar el palacio al que al tener un aspecto más palaciego se le empezó a llamar, palacio de los Abades de Veruela.
En el siglo XIX con la Desamortización española pasó a manos privadas, hasta que en 2012, el actual propietario compró el castillo-palacio y empezó a restaurarlo.

## Restauración

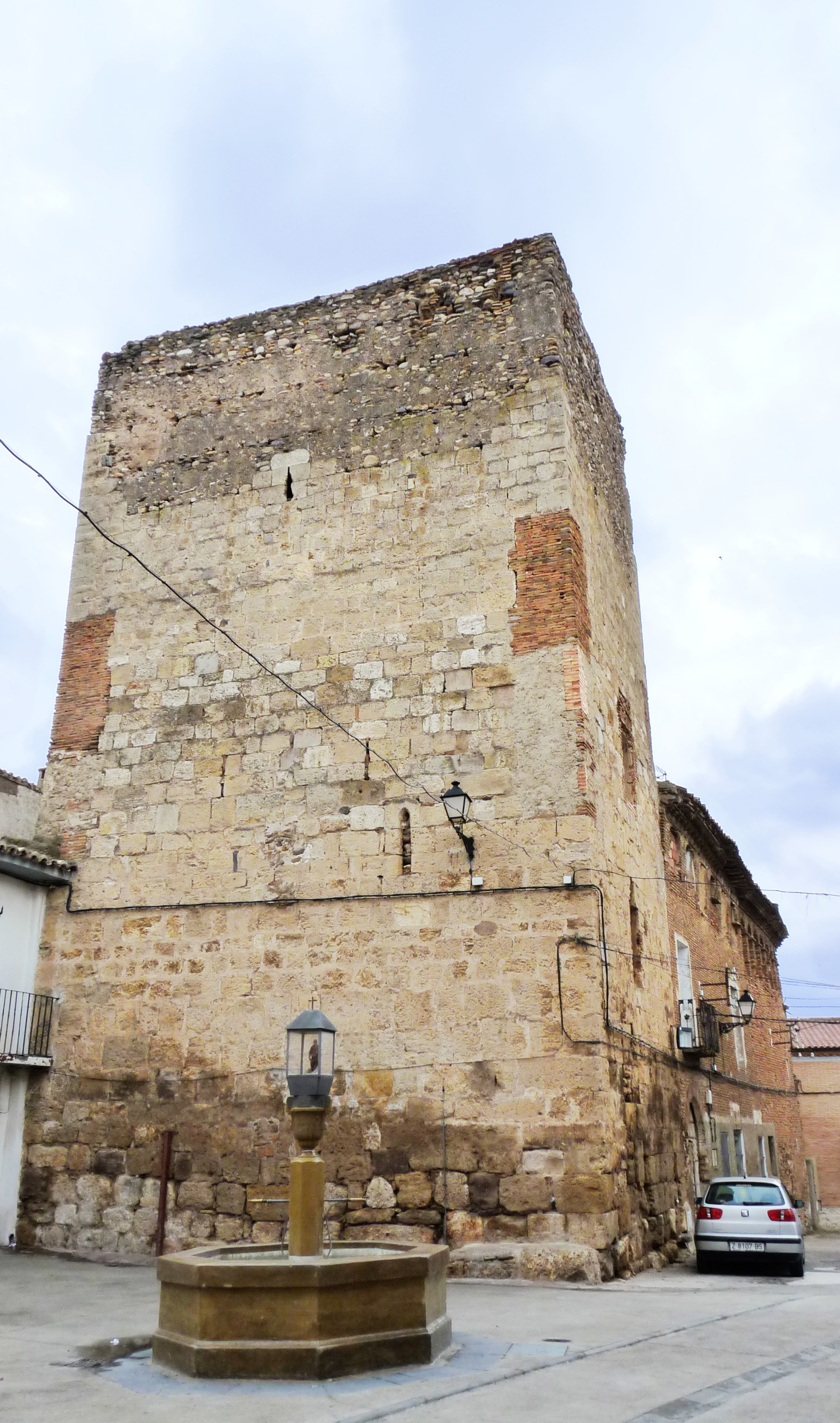
Castillo-Palacio antes de la restauración

La restauración, ha sido pionera en el proceso de restauración abierta, que cualquier usuario de la red puede ver la restauración desde la página web de castillo o en las redes sociales.